# الغادین، دیقه
الغادین، دیقه یک منطقهٔ مسکونی در اریتره است که در Gash-Barka Region واقع شده‌است.